# 아리무라 고지
아리무라 고지(일본어: 有村 光史, 1976년 8월 25일 ~ )는 일본의 전 축구 선수이다.

## 구단 경력
과거 사간 도스, 오이타 트리니타, 나고야 그램퍼스 에이트, 비셀 고베, 로아소 구마모토에서 활동하였다.